# V (Alessandro Mannarino)
V è il quinto album in studio del cantautore italiano Alessandro Mannarino, pubblicato il  17 settembre 2021 dalla Polydor/Universal.

## Il disco
I brani contenuti in V sono stati registrati tra New York, Rio de Janeiro, Città del Messico, Los Angeles e Roma. I testi e le musiche sono stati completamente composti da Alessandro Mannarino, mentre la produzione dell’intero album è frutto della collaborazione tra Mannarino stesso e Jacopo “BRAIL” Sinigaglia. Inoltre, nei brani Cantaré, Africa, Congo, Agua, Ballabylonia, Fiume Nero e Luna la co-produzione è stata affidata a Joey Waronker, nel brano Banca de New York a Camilo Lara e nel brano Paura a Tony Canto.
Il mix dell’album è stato realizzato da Michael H. Brauer e il mastering da Joe La Porta.
A una settimana dall'uscita, V ha raggiunto il primo posto nella Classifica FIMI Album dei vinili più venduti e il secondo posto nella classifica generale degli album più ascoltati. 

## Tracce
1. Africa
2. Congo
3. Cantaré
4. Fiume Nero
5. Agua
6. Amazónica
7. Banca De New York
8. Vagabunda
9. Ballabylonia
10. Bandida
11. Lei
12. Luna
13. Paura